# Alan Parsons
Alan Parsons (født 20. december 1948) er en engelsk lydtekniker, musiker, komponist og pladeproducent.  Han deltog i produktionen af flere succesrige albummer, blandt andre The Beatles' Abbey Road og Pink Floyds The Dark Side of the Moon, hvor sidstnævnte krediterer ham som en vigtig bidragyder.  Parsons' egen gruppe, The Alan Parsons Project, foruden hans efterfølgende soloindspilninger, har også haft kommerciel succes.

## Karriere
I oktober 1967, som 18-årig, begyndte Parsons at arbejde som assisterende tekniker ved Abbey Road Studios, hvor hans første kreditering var på Beatles' lp Abbey Road. Han arbejdede som tekniker på projekter som Paul McCartney & Wings' Wild Life og Red Rose Speedway, fem albummer af The Hollies, samt Pink Floyds The Dark Side of the Moon, for hvilken han første gang blev nomineret til en Grammy Award.  Parsons var kendt for, at gøre mere end man normalt ville forvente hørte til inden for rammerne af en lydteknikers arbejde.  Han betragtede sig selv som indspilningsinstruktør, og sammenlignede sine indspilningsbidrag med hvad Stanley Kubrick bidrog med til sine film.  Det ses i hans arbejde med Al Stewarts Year of the Cat, hvor Parsons tilføjede saxofondelen og ændrede det oprindelige folkemusikkoncept til en jazzinspireret ballade, som fik Al Stewart ind på hitlisterne.  Det er også Parsons' indflydelse man finder på Hollies’ He Ain't Heavy, He's My Brother og The Air That I Breathe, som afviger meget fra deres populære hits fra 1960'erne.  Parsons var også kendt for at have byttet vagter under indspilningen af The Dark Side of the Moon, så han udelukkende kunne arbejde på projektet.
Parsons producerede også tre albummer af Pilot, en skotsk poprockgruppe bestående af Ian Bairnson på guitar, Stuart Tosh på trommer og David Paton som forsanger, på guitar og bas.  Blandt deres hits er "January" og "Magic".

### The Alan Parsons Project
I 1975 afslog han Pink Floyds opfordring til at vende tilbage og arbejde på opfølgeren til The Dark Side of the Moon, Wish You Were Here, og iværksatte i stedet The Alan Parsons Project sammen med producenten og sangskriveren (og lejlighedsvis sanger) Eric Woolfson, som han havde mødt i Abbey Road Studios.  The Alan Parsons Project bestod af en skiftende gruppe studiemusikere og sangere, primært medlemmerne af Pilot (på det første album) og medlemmer af den amerikanske rockgruppe Ambrosia.  I modsætning til de fleste rockgrupper, optrådte Alan Parsons Project aldrig live før begyndelsen af 1990'erne, selv om de udgav en række musikvideoer; eksempelvis sangen "Limelight", fra albummet Stereotomy (1985).  Efter at have udgivet ti albummer, blev The Alan Parsons Project opløst efter 1987, og Parsons fortsatte med at udgive materiale under sit eget navn og i samarbejde med andre musikere.  Parsons og hans grupper turnerer nu over store dele af verden.
Selv om han var en habil sanger, keyboardspiller, bassist, guitarist og fløjtenist, sang Parsons sjældent på sine albummer, mens hans keyboardspil var tydeligt på Alan Parsons Projects albummer, er der meget få optagelser med ham på fløjte.  I slutningen af 1990'erne stod Parsons en kort overgang for driften af et pladestudie, ved siden af sine sædvanlige optrædener og indspilningsarbejde, foruden at han producerede for udvalgte andre grupper.
Guitaristen Ian Bairnson er den musiker, som længst har samarbejdet med Parsons, herunder på albummerne Try Anything Once, On Air og The Time Machine, udgivet efter opløsningen af The Alan Parsons Project.
The Alan Parsons Projects sang "Sirius" har i mange år været benyttet af sportshold så som Nebraska Cornhuskers, Pittsburgh Steelers, New Orleans Saints, Chicago Bulls, Phoenix Suns, Kansas City Chiefs, VfB Stuttgart og Leinster Rugby, som baggrundsmusik under introduktionen af hjemmebaneholdet.

### Efter The Alan Parsons Project
Foruden at have modtage guld- og platinpriser fra mange lande, har Parsons også modtage ti Grammy Award-nomineringer for sit arbejde som tekniker og producent.  I 2007 blev han nomineret til prisen for bedste surround sound-album for A Valid Path.
Siden 2003 har han turneret under navnet The Alan Parsons Live Project (med Woolfsons tilladelse).  Gruppen består af guitarist Godfrey Townsend, trommeslager Steve Murphy, keyboardspiller Manny Focarazzo og basguitarist John Montagna.
I 2001 og fire år frem, stod Parsons for en koncertturne som hyldede Beatles, A Walk Down Abbey Road, som han havde udtænkt.  Blandt de turnerende musikere var Todd Rundgren, Ann Wilson fra Heart, John Entwistle fra The Who og Jack Bruce fra Cream.  Koncerterne var opbygget således, at musikerne i første del optrådte med hinandens hits, mens de i den anden del udlukkende optrådte med Beatles-sange.

## Privat
Parsons blev født i London, og bor nu i Santa Barbara, Californien i USA, med sin hustru og to døtre.

## Diskografi

### Albummer
| som en del af The Alan Parsons Project | |                   |      |       |
| Maj 1976                               | Tales of Mystery and Imagination                                                                       | Mercury           | 38   | US    |
| Juni 1977                              | I Robot                                                                                                | Arista            | 9    | US    |
| Juni 1978                              | Pyramid                                                                                                | Arista            | 26   | US    |
| August 1979                            | Eve | Arista            | 13   | US    |
| November 1980                          | The Turn of a Friendly Card                                                                            | Arista            | 13   | US    |
| Juni 1982                              | Eye in the Sky                                                                                         | Arista            | 7    | US    |
| Februar 1984                           | Ammonia Avenue                                                                                         | Arista            | 15   | US    |
| Marts 1985                             | Vulture Culture                                                                                        | Arista            | 46   | US    |
| November 1985                          | Stereotomy                                                                                             | Arista            | 43   | US    |
| Januar 1987                            | Gaudi                                                                                                  | Arista            | 57   | US    |
| 1990                                   | Freudiana (udgivet som et Eric Woolfson-soloprojekt, men produceret som et Alan Parsons Project-album) | EMI               | -    | -     |
| som tekniker (i udvalg)                | |                   |      |       |
| 1969                                   | Abbey Road (The Beatles)                                                                               |                   | 1    | UK US |
| 1970                                   | Atom Heart Mother (Pink Floyd)                                                                         |                   | 1 55 | UK US |
| 1973                                   | The Dark Side of the Moon (Pink Floyd)                                                                 |                   | 2 1  | UK US |
| 1974                                   | Hollies (The Hollies)                                                                                  |                   | 28   | US    |
| 1975                                   | Another Night (The Hollies)                                                                            |                   | 132  | US    |
| 1975                                   | Ambrosia (Ambrosia)                                                                                    |                   | -    | -     |
| 1976                                   | Year of the Cat (Al Stewart)                                                                           |                   | 5    | US    |
| som producent (i udvalg)               | |                   |      |       |
| 1975                                   | The Best Years of Our Lives (Steve Harley & Cockney Rebel)                                             |                   | -    | -     |
| 1976                                   | Rebel (John Miles)                                                                                     |                   | 171  | US    |
| 1976                                   | Year of the Cat (Al Stewart)                                                                           |                   | 5    | US    |
| 1976                                   | Somewhere I've Never Traveled (Ambrosia)                                                               |                   | -    | -     |
| 1978                                   | Time Passages (Al Stewart)                                                                             |                   | 10   | US    |
| Marts 1984                             | Keats                                                                                                  | EMI               |      |       |
| 1985                                   | Ladyhawke (soundtrack af Andrew Powell)                                                                | Atlantic Records  |      |       |
| som solist                             | |                   |      |       |
| 6. oktober 1993                        | Try Anything Once                                                                                      | Arista            | -    | -     |
| 24. september 1996                     | On Air                                                                                                 | A&M/Digital Sound | -    | -     |
| 28. september 1999                     | Time Machine                                                                                           | Miramar           | -    | -     |
| 24. august 2004                        | A Valid Path                                                                                           | Artemis           | -    | -     |

## Prisnomineringer
- 1973 – Pink Floyd: The Dark Side of the Moon – Grammy Award for Best Engineered Album, Non-Classical
- 1976 – Ambrosia: Somewhere I've Never Travelled – Grammy Award for Best Engineered Album, Non-Classical
- 1976 – The Alan Parsons Project: Tales of Mystery and Imagination – Grammy Award for Best Engineered Album, Non-Classical
- 1978 – The Alan Parsons Project: Pyramid – Grammy Award for Best Engineered Album, Non-Classical
- 1979 – Ice Castles – Original Motion Picture Soundtrack – Grammy Award for Best Score Soundtrack Album for a Motion Picture, Television or Other Visual Media
- 1979 – The Alan Parsons Project: Eve – Grammy Award for Best Engineered Album, Non-Classical
- 1981 – The Alan Parsons Project: The Turn of a Friendly Card – Grammy Award for Best Engineered Album, Non-Classical
- 1982 – The Alan Parsons Project: Eye in the Sky – Grammy Award for Best Engineered Album, Non-Classical
- 1986 – The Alan Parsons Project: "Where's The Walrus?" fra Stereotomy – Grammy Award for Best Rock Instrumental Performance
- 2007 – Alan Parsons: A Valid Path – Grammy Award for Best Surround Sound Album